# Alakonnu
Alakonnu (est. Alakonnu järv) – jezioro w Estonii, w prowincji Võrumaa, w gminie Antsla. Położone jest na południowy zachód od wsi Ähijärve. Ma powierzchnię 4,5 ha linię brzegową o długości 825 m, długość 260 m i szerokość 230 m. Sąsiaduje z jeziorami Ahnõjärv, Ähijärv, Väikene Saarjärv, Lajassaarõ, Kuikli, Karula Linnajärv. Położone jest na terenie Parku Narodowego Karula.